# Calliostoma atlantis
Calliostoma atlantis är en snäckart som beskrevs av Clench och Carlos Guillermo Aguayo 1940. Calliostoma atlantis ingår i släktet Calliostoma och familjen Calliostomatidae. Inga underarter finns listade i Catalogue of Life.